# ノーマン・デル・マー
ノーマン・ルネ・デル・マー（Norman René Del Mar CBE, 1919年7月31日 – 1994年2月6日）は、イギリスの指揮者・音楽学者。
音楽学者のジョナサン・デル・マーは息子

## 経歴
ロンドンのハムステッド生まれ。ホルン奏者としてロイヤル・フィルハーモニー管弦楽団に入団した後、トーマス・ビーチャムの助手となり、1947年に指揮者としてデビューした。エルガー、ヴォーン・ウィリアムズ、ブリテンなど、イギリス音楽を得意とした。BBCプロムスの常連であり、1973年、1975年、および1983年には有名なラストナイトを担当した。
また、音楽学者としても著名で、特にリヒャルト・シュトラウスの権威であり、彼に関する研究書を3冊書いている。その他ベートーヴェン、ブラームス、マーラーなどに関する著作も多数ある。作曲も行い、『ホルンと弦楽のためのアレグロ・コンチェルタンテ』はDuttonレーベルからマーティン・イェーツ指揮ロイヤル・リヴァプール・フィルハーモニー管弦楽団の演奏で録音がされている。ドイツ・グラモフォンやEMIなどと契約し、エルガーやチャイコフスキーを始め数多くの録音を行っている。
1950年代から1960年代にかけて、ギルドホール音楽学校の教授を務め、1972年から1990年まで王立音楽大学で教鞭を執っている。1975年にCBEを受勲。
1994年、ハートフォードシャーのブッシーにて没。